# Championnats du monde de cross-country 2000
Navigation
Édition précédente Édition suivante
Les 28e Championnats du monde de cross-country IAAF  se sont déroulés les 18 et 19 mars 2000 à Vilamoura au Portugal.

## Parcours
- 12,3 km – Cross long hommes
- 4,18 km – Cross court hommes
- 8,08 km – Course junior hommes
- 8,08 km – Cross long femmes
- 4,18 km – Cross court femmes
- 6,29 km – Course junior femmes

## Résultats

### Cross long hommes

#### Individuel
| Place              | Athlète           | Pays     | Temps |
| ------------------ | ----------------- | -------- | ----- |
| Médaille d'or      | Mohammed Mourhit  | Belgique | 35:00 |
| Médaille d'argent  | Assefa Mezegebu   | Éthiopie | 35:01 |
| Médaille de bronze | Paul Tergat       | Kenya    | 35:02 |
| 4                  | Patrick Ivuti     | Kenya    | 35:03 |
| 5                  | Wilberforce Talel | Kenya    | 35:06 |
| 6                  | Paul Koech        | Kenya    | 35:22 |
| 7                  | Charles Kamathi   | Kenya    | 35:51 |
| 8                  | Sergiy Lebid      | Ukraine  | 35:52 |
| 9                  | Abdellah Béhar    | France   | 35:55 |
| 10                 | Eduardo Henriques | Portugal | 35:56 |

#### Équipes
| Médaille | Athlètes                                                                                      | Points |
| Or       | Kenya Paul Tergat (3e) Patrick Ivuti (4e) Wilberforce Talel (5e) Paul Koech (6e)              | 18 pts |
| Argent   | Éthiopie Assefa Mezgebu (2e) Lemma Alemayehu (16e) Tesfaye Tola (23e) Ambesse Tolossa (27e)   | 68 pts |
| Bronze   | Portugal Eduardo Henriques (10e) Domingos Castro (12e) António Pinto (22e) Paulo Guerra (25e) | 69 pts |

### Cross Court Hommes

#### Individuel
| Médaille | Athlète                    | Temps       |
| Or       | John Kibowen (KEN)         | 11 min 11 s |
| Argent   | Sammy Kipketer (KEN)       | 11 min 12 s |
| Bronze   | Paul Malakwen Kosgei (KEN) | 11 min 15 s |

#### Équipes
| Médaille | Athlètes                                                                                         | Points |
| Or       | Kenya John Kibowen (1e) Sammy Kipketer (2e) Paul Malakwen Kosgei (3e) Leonard Mucheru Maina (4e) | 10 pts |
| Silver   | Éthiopie Hailu Mekonnen (6e) Abiyote Abate (11e) Dagne Alemu (14e) Millon Wolde (15e)            | 46 pts |
| Bronze   | Maroc Mohamed Saïd El Wardi (8e) Ali Ezzine (13e) Aziz Driouche (18e) Youssef Baba (29e)         | 68 pts |

### Course juniors hommes

#### Individuel
| Médaille | Athlète                         | Temps       |
| Or       | Robert Kipkorir Kipchumba (KEN) | 22 min 49 s |
| Argent   | Duncan Lebo (KEN)               | 22 min 52 s |
| Bronze   | John Cheruiyot Korir (KEN)      | 22 min 55 s |

#### Équipes
| Médaille | Athlètes | Points |
| Or       | Kenya    | 10 pts |
| Argent   | Éthiopie | 47 pts |
| Bronze   | Ouganda  | 68 pts |

### Cross long femmes

#### Individuel
| Médaille | Athlète               | Temps       |
| Or       | Derartu Tulu (ETH)    | 25 min 42 s |
| Argent   | Gete Wami (ETH)       | 25 min 48 s |
| Bronze   | Susan Chepkemei (KEN) | 25 min 50 s |

#### Équipes
| Médaille | Athlètes                                                                                        | Points |
| Or       | Éthiopie Derartu Tulu (1e) Gete Wami (2e) Merima Denboba (8e) Ayelech Worku (9e)                | 20 pts |
| Silver   | Kenya Susan Chepkemei (3e) Lydia Cheromei (4e) Leah Malot (6e) Ruth Kutol (10e)                 | 23 pts |
| Bronze   | États-Unis Deena Drossin (12e) Jennifer Rhines (13e) Rachel Sauder (36e) Kimberly Fitchen (37e) | 98 pts |

### Cross Court Femmes

#### Individuel
| Médaille | Athlète               | Temps       |
| Or       | Kutre Dulecha (ETH)   | 13 min 00 s |
| Silver   | Zahra Ouaziz (MAR)    | 13 min 00 s |
| Bronze   | Margaret Ngotho (KEN) | 13 min 00 s |

#### Équipes
| Médaille | Athlètes | Points |
| Or       | Portugal Carla Sacramento (7e) Fernanda Ribeiro (10e) Helena Sampaio (13e) Marina Bastos (16e)                            | 46 pts |
| Argent   | Éthiopie Kutre Dulecha (1e) Yemenashu Taye (6e) Getenesh Urge (17e) Genet Gebregiorgis (31e)                              | 55 pts |
| Bronze   | France Fatima Maama-Yvelain (5e) Yamna Oubouhou-Belkacem (11e) Blandine Bitzner-Ducret (18e) Rakiya Maraoui-Quétier (23e) | 57 pts |

### Cross Junior Femmes

#### Individuel
| Médaille | Athlète                | Temps       |
| Or       | Vivian Cheruiyot (KEN) | 20 min 34 s |
| Argent   | Alice Timbilil (KEN)   | 20 min 35 s |
| Bronze   | Viola Kibiwot (KEN)    | 20 min 36 s |

#### Équipes
| Médaille | Athlètes | Points |
| Or       | Kenya    | 12 pts |
| Argent   | Éthiopie | 24 pts |
| Bronze   | Japon    | 78 pts |